# ريتشارد بيردومو
ريتشارد بيردومو (بالإسبانية: Richard Perdomo)‏ هو لاعب كرة قدم ومدرب كرة قدم هندوراسي في مركز الدفاع، ولد في 1 أكتوبر 1985 في ميامي في الولايات المتحدة. لعب مع نادي بلاتنسي ونادي شمال كارولاينا.